# Johannes Ferdinand Fenger
Johannes Ferdinand  Fenger, född den 30 mars 1805 på Christianshavn, död den 9 maj 1861 i Høje-Taastrup, var en dansk teolog, författare och präst, bror till Peter Andreas, Carl Emil och Rasmus Theodor Fenger.
Fenger, vars far var präst i Vor Frelsers Kirke, blev redan 1825 teologie kandidat och 1828 licentiat samt tävlade 1833 med Christian Thorning  Engelstoft om en professur i teologi vid Köpenhamns universitet. År 1834 blev han kyrkoherde i Lynge vid Sorö och var snart själen i en krets av nitiska, mest grundtvigianska präster i sydvästra Själland. 
Åren 1836-1854 var han ordförande i danska missionssällskapet och skrev 1843 Trankebarmissionens historia, hade en viktig del i bildandet av Roskilde stiftskonvent 1843 samt i det härifrån utgående Selskab for Danmarks kirkehistorie 1848 och i utarbetandet av konventets psalmbok (1850), som 1855 blev auktoriserad till användning i landets kyrkor. Vidare var han ledamot av kyrkokommissionen 1854. Samma år förflyttades han till Høje-Taastrup vid Roskilde. En samling småskrifter av Fenger utkom 1873.

## Utmärkelser
- Riddare av Dannebrogorden,  1851[1]

[Redigera Wikidata]